# Damshöjden
Dammshöjden är en skidbacke strax utanför Filipstad, i Värmland. Den är hemmabacke för Filipstads Alpina Klubb (FALK).
- Hopp: Ja
- Café/Restaurang: Ja
- Värmestuga: Ja
- Skiduthyrning: Nej